# High Hopes
«High Hopes» (с англ. — «Большие надежды») — песня английской рок-группы Pink Floyd, последний трек на альбоме 1994 года The Division Bell. Композиция была выпущена в формате сингла 10 октября 1994 года.

## О песне
Автор музыки композиции — Дэвид Гилмор, текст написан Дэвидом Гилмором и его супругой Полли Сэмсон.
В последнем куплете «High Hopes», включающем строки «The endless river / Forever and ever», упоминается фраза из песни «See Emily Play» со второго сингла группы 1967 года («Float on a river / Forever and ever»), эти строки стали вдохновением для названия последнего студийного альбома Pink Floyd The Endless River, изданного в 2014 года.
В качестве автомобиля музыканты использовали последний серийный «вуди-кар» в мире Morris Minor Traveller.

В одном из интервью Дэвид Гилмор рассказал о истории появления песни.
«Песня возникла из фразы, которую предложила моя подруга (писательница Полли Самсон), о том, как время превозмогает вас. Странно, что направление, заданное ей, для меня не было важным. В этом было что-то такое, что побудило меня вспомнить о юношеских годах и о моей жизни в Кембридже, Англия. Поэтому, если вам нравится, написанное мной для альбома, то это было намного более личным, чем воспринимается на самом деле. И я полагаю, что это подготовило почву для того, что было еще впереди».

## Композиции, вошедшие на сингл
CD сингл:
1. «High Hopes» — 7:57
2. «Marooned» — 5:31

CD макси:
1. «High Hopes» (radio edit) — 5:16
2. «Keep Talking» (radio edit) — 4:55
3. «One of These Days» (live) — 6:57

## Участники записи
- Дэвид Гилмор — вокал, электрогитара, бас-гитара, клавишные.
- Ричард Райт — клавишные.
- Ник Мэйсон — ударные.
- Джон Карин — пианино.
- Майкл Кеймен — оркестровка.
- Эдвард Шермур — оркестровка.

## Чарты
| Чарт (1994)                                  | Пиковая позиция |
| -------------------------------------------- | --------------- |
| French SNEP Singles Chart                    | 4               |
| UK Singles Chart                             | 26              |
| U.S. Billboard Mainstream Rock Singles Chart | 7               |

| Позиция в конце года (1994) | Позиция |
| --------------------------- | ------- |
| French Singles Chart        | 36      |